# Џерел Блесингејм
Џерел Блесингејм (енгл. Jerel Blassingame; Бруклин, Њујорк, 12. септембар 1981) је бивши амерички кошаркаш. Играо је на позицији плејмејкера.

## Биографија
Колеџ кошарком бавио се на прво на Лос Анђелес Сити Колеџу (од 2001. до 2003), а затим и на Универзитету Невада у Лас Вегасу (од 2003. до 2005). Учествовао је на НБА драфту 2005. године, али није изабран.
За сезону 2005/06. потписао је за кипарски ЕНАД, али је њен крај дочекао у грчком АЕК-у из Атине. Следећу сезону започео је у шведским Солна вајкинзима, али је у априлу 2007. прешао у израелски Макаби Ришон Лецион. Током сезоне 2008/09. играо је прво у финској лиги, а затим и поново у Шведској (овога пута у екипу 08 Стокхолм Хјуман Рајтс). Наредних годину дана био је члан украјинске Одесе. Лета 2010. преселио се у Пољску, а у првој сезони тамо био је играч клуба Чарни Слупск. Од августа 2011. па до децембра 2012. наступао је за Проком из Гдиње. Са овим тимом освојио је пољско првенство у сезони 2011/12. и био је најкориснији играч финала. Од јануара 2013. до децембра 2014. наступао је за хрватску Цибону са којом је од домаћих трофеја освојио по једно првенство и куп, а био је и део састава који је клубу донео прву титулу у регионалној Јадранској лиги (сез. 2013/14.). Након одласка из Цибоне вратио се у Чарни Слупск. У јануару 2017. напустио је Чарни Слупск и убрзо пронашао ангажман у Промитеасу из Патре. Крајем марта 2017. прешао је у Антиб шарксе.

## Успеси

### Клупски
- Проком Гдиња:
  - Првенство Пољске (1): 2011/12.
- Цибона:
  - Првенство Хрватске (1): 2012/13.
  - Куп Хрватске (1): 2013.
  - Јадранска лига (1): 2013/14.

### Појединачни
- Најкориснији играч финала Првенства Пољске (1): 2011/12.